# Pierre Pujol
Pierre Pujol (Bordeaux, 13 luglio 1984) è un pallavolista francese, palleggiatore della You Energy.

## Carriera
Pierre Pujol comincia la propria carriera nel 2001, nelle giovanili del JSA Bordeaux, per poi passare l'anno successivo nel CNVB, squadra della federazione francese che allena i giovani pallavolisti.
Nella stagione 2003-04 fa il suo esordio nel massimo campionato francese ingaggiato dallo Stade Poitevin, con il quale resta per tre annate, senza però riuscire a vincere alcuna competizione. Nel 2003 ottiene la prima convocazione nella nazionale francese con la quale vincerà la medaglia d'argento alla World League 2006.
Nella stagione 2007-08 si trasferisce in Italia, giocando per il Volley Treviso: con il club di veneto si aggiudica la Supercoppa italiana, dove viene premiato come miglior giocatore. Nella stagione 2008-09 viene ceduto in prestito all'Association Sportive Cannes Volley-Ball, dove resta per due annate; ritornato al club di Treviso nella stagione 2010-11 vince la Coppa CEV 2010-11.
Nella stagione 2011-12 viene ingaggiato dalla squadra polacca del Klub Sportowy Fart Kielce. Ritorna però in patria nella stagione successiva per vestire la maglia dell'Association Sportive Cannes Volley-Ball, dove resta per cinque annate; con la nazionale si aggiudica la medaglia d'oro al campionato europeo 2015 e quella di bronzo alla World League 2016.
Per il campionato 2017-18 è nella Serie A1 italiana con l'Associazione Sportiva Volley Lube, squadra con cui non scenderà mai in campo per via di un infortunio. Ritorna in campo nelo corso della stessa stagione giocando per lo Charlottenburg, nella 1. Bundesliga tedesca, conquistando lo scudetto.
Nella stagione 2018-19 si accasa al Gazélec Ajaccio, in Ligue A, per poi ritornare, per il campionato 2019-20, allo Charlottenburg, in 1. Bundesliga, con cui vince due Supercoppe, la Coppa di Germania 2019-20 e lo scudetto 2020-21.
Nell'annata 2021-22 firma per la You Energy, in Superlega.

## Palmarès

### Club
- Campionato tedesco: 1

2017-18
- Coppa di Germania: 1

2019-20
- Supercoppa italiana: 1

2007
- Supercoppa tedesca: 1

2019
- Coppa CEV: 1

2010-11

### Premi individuali
- 2007 - Supercoppa italiana: MVP